# سيرجيو سانتوس

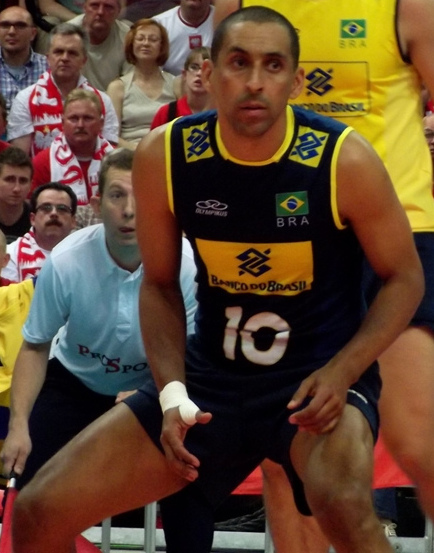
سانتوس

سيرجيو دوترا سانتوس (بالإنجليزية: Sérgio Dutra Santos) المعروف سيرجينيو و ايسكادينا، من مواليد 15 أكتوبر 1975، وهو لاعب كرة طائرة برازيلي، لعب مع منتخب البرازيل لكرة الطائرة. سانتوس وفاز بالميدالية الذهبية الأولمبية في عام 2004، والفضة في 2008 و 2012. وهو يعتبر على نطاق واسع واحدة من أفضل يبيرو في كل العصور، ومما لا شك فيه أفضل يبيرو من 2000s، مع المزيد من الجوائز من أي يبيرو الآخرين.

## الجوائز و الالقاب

### الفردية
- أفضل ليبيرو - كأس العالم 2011
- أفضل لاعب - الدوري العالمي 2009
- أفضل ليبيرو - كأس العالم 2007
- أفضل استقبال - الألعاب الأولمبية الصيفية 2004
- أفضل ليبيرو - الألعاب الأولمبية الصيفية 2004
- أفضل ليبيرو - كأس العالم 2003

## وصلات خارجية
- سيرجيو سانتوس على موقع الاتحاد الدولي beach volleyball database (الإنجليزية)
- سيرجيو سانتوس على موقع الاتحاد الأوروبي (الإنجليزية)
- سيرجيو سانتوس على موقع عالم الكرة الطائرة (الإنجليزية)
- سيرجيو سانتوس على موقع دوري الدرجة الأولى الإيطالي للكرة الطائرة - رجال (الإيطالية)
- سيرجيو سانتوس على موقع اللجنة الأولمبية الدولية (الإنجليزية)
- سيرجيو سانتوس على موقع أوليمبيديا (الإنجليزية)
- سيرجيو سانتوس على موقع اللجنة الأولمبية البرازيلية (البرتغالية)

- FIVB Profile